# آبوتینا
آبوتینا (نام علمی: Abbottina) نام یک سرده از تیره کپورماهیان است.
آبوتینا یک جنس از پرتوبالگان از خانواده کپورماهیان می‌باشد ،کپورهای کوچک نام فارسی و آکواریومی این جنس است.این‌ها بومی در شرق آسیا مانند کشورهای چین،کره،ژاپن و ویتنام است.نام این جنس توسط یک زیست شناس آمریکایی به نام جیمز فیشر ابوت ،استاد دانشگاه استنفورد تعیین شد.